# Święto Peruna
Święto Peruna, Perunowe, Piorunowe, Perunica – słowiańskie święto ku czci boga Peruna, obchodzone przez współczesnych rodzimowierców słowiańskich; jego istnienie w czasach przed rozpoczęciem chrystianizacji Słowian pozostaje hipotetyczne. Święto obchodzone jest 20 lub 21 lipca przez rodzimowierców słowiańskich w Polsce w ramach zarejestrowanych związków wyznaniowych, jak również wspólnot nieformalnych, a także w innych krajach słowiańskich, m.in. na Ukrainie, Słowacji czy w Rosji, gdzie w niektórych grupach rodzimowierczych święto to jest traktowane wręcz jako najważniejsze w ciągu roku. W trakcie jego obchodów organizowane są igrzyska (zawody sportowe) na cześć Peruna, podczas których mają miejsce zmagania uczestników w takich dyscyplinach, jak sporty walki czy przeciąganie liny.

## Przebieg święta
Obchody Perunicy zostały opisane na przykładzie praktyki rodzimowierców słowiańskich w Rosji przez religioznawcę Romana Szyżenskiego. Przygotowania do święta rozłożone są na przestrzeni tygodnia, zaś w szczytowym dniu dzielą się na dwa etapy: rolniczy oraz wojowniczy. W części pierwszej obchodów kapłani rozpoczynają od powitania zgromadzonych oraz przypomnienia znaczenia święta, po czym następuje rozpalenie ognia, który służy oczyszczeniu osób uczestniczących przed wejściem na teren kapiszcza. W dalszej kolejności śpiewane są specjalne pieśni, związane z danym świętem i opiewające czyny bóstw, a następnie rozpalana jest „krada” – ceremonialne ognisko – ułożona z dębowych drew. Po tym żercy przystępują do sławienia bóstw związanych z ogniem oraz pozostałych z nich – w tym Peruna, w następstwie czego do ognia złożone zostają żertwy – zbiorowe oraz indywidualne .

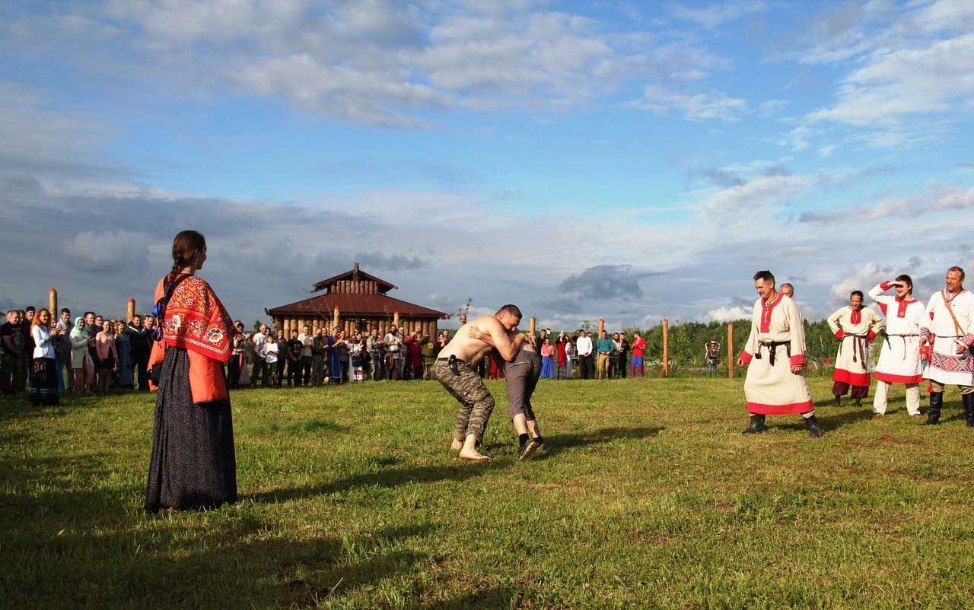
Rytualne walki w trakcie rodzimowierczych obchodów święta w Rosji

W kolejnym etapie następuje poświęcenie za pomocą świętego ognia broni oraz amuletów przyniesionych przez uczestników; w tym czasie również zostają zawiązane rytualne walki oraz rywalizacje siłowe, symbolizujące mitologiczny scenariusz walki między Gromowładcą a Welesem, znanej m.in. ze słowiańskiego mitu kosmogonicznego .
Po nadejściu zmroku ma miejsce tryzna na cześć poległych słowiańskich wojowników. Osoby uczestniczące gromadzą się w półokręgu wokół kapiszcza, podczas gdy kapłani rozpalają wkoło niego ognie. Następnie od zebranych zbierane są dary do przygotowanej wcześniej łodzi na ofiary, która wynoszona jest na wzgórze i tam stawiana na stosie pogrzebowym, który rozpalany jest pochodniami odpalonymi od świętego ognia przez żercę, czemu towarzyszą modły według rytu grzebalnego. Po jego wypaleniu następuje uczta ku czci słowiańskich wojowników, a na wzgórzu w pewnym oddaleniu rozpalany jest kolejny ogień, wokół którego tańczone są wojskowe tańce korowodowe .
Częścią obchodów opisanych przez Szyżenskiego są również m.in. obrzędy przejścia dla wojowników czy rytuały wojskowego nadania imienia (mianowin) .

## Pochodzenie święta
Istnienie święta w czasach przedchrześcijańskich stanowi hipotezę, postawioną w ramach interpretacji ornamentyki zabytków archeologicznych poczynionej przez Borisa Rybakowa, o czym napisał Aleksander Gieysztor w swoim dziele Mitologia Słowian. Prawdopodobnie kult Peruna w procesie chrystianizacji Rusi został zastąpiony wśród kijowskich bojarów kultem proroka Eliasza. Obchodzony w czasach chrześcijańskich 20 lipca dzień Eliasza nosił wyraźne cechy dawnych kultów pogańskich, na podstawie czego domniemuje się, że zastąpił on pierwotne święto ku czci gromowładnego boga. Zdaniem badacza Igora Nowickiego powiązanie przez Słowian dnia obchodów z konkretnym dniem kalendarza słonecznego wydaje się mało prawdopodobne, stąd też domniemuje on, że pierwotnie dzień poświęcony Perunowi mógł być obchodzony w przedostatni czwartek lipca, jako że czwartek powszechnie związany jest z postacią gromowładcy w religiach indoeuropejskich.

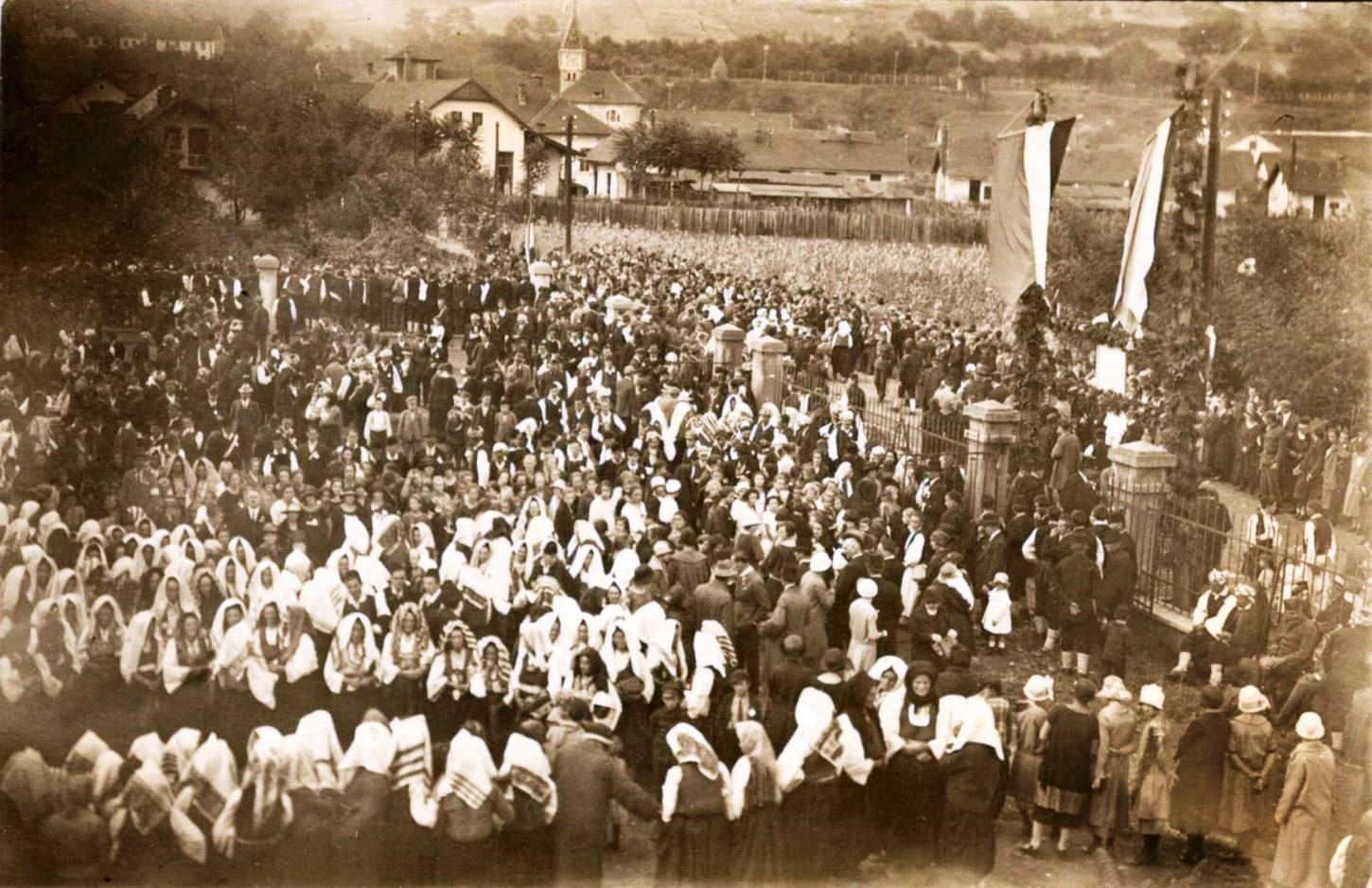
Obchody Dnia Eliasza w boszniackim mieście Zenica, 1932 rok

W wierzeniach ludowych Eliasz włada burzowymi chmurami, dzięki czemu ma wpływ na urodzajność pól, a także posługuje się błyskawicą przeciwko demonom i bluźniercom. Przygotowania do poświęconego mu dnia trwały zwykle tydzień – określany jako „eliaszowy” (ros. ильинской), a w wielu miejscach w ich trakcie chłopi pościli w celu przebłagania gniewu świętego oraz ochrony domów, inwentarza oraz plonów przed piorunami. Opisy ludowych obchodów ku czci św. Eliasza w dniu 20 lipca starego stylu zanotował Kazimierz Moszyński w dziele „Kultura ludowa Słowian”, wymieniając wśród nich zanotowane wśród ludu wielkoruskiego ofiary składkowe (wspólnotowe) z cielęcia lub byka, a także z „ogromnego bochna chleba (wagi od 28 do 84 kg) oraz z równie wielkiego kawała twarogu”, spożywanych następnie uroczyście przez świętujących. Cytuje on również opis podobnych obrządków, jakie zaobserwował indoeuropeista Otto Schrader:

Latem 1907 r. było mi dane spędzić jeden miesiąc we dworze słynnego równie dobrze w Niemczech, jak w Rosji językoznawcy i członka akademji Fortunatova w małej wsi Kosalma... w gubernji ołonieckiej. W dniu 22 lipca urządzono wycieczkę do wsi Namojevo, leżącej na zachodnim brzegu Ukšozera. Była to pierwsza niedziela po 20 lipca, t. j. po dniu św. Eljasza, nazywana w tamtejszej okolicy „niedzielą skopową”, ponieważ w ciągu niej składa się prorokowi Eljaszowi skopy na ofiarę. [...] Trzy czy cztery skopy, ofiarowane przez poszczególnych bogatych chłopów zgodnie z poprzedniem ślubowaniem, zostają tej niedzieli po południu zaciągnięte przed kaplicę, zabite tam i poćwiartowane. Poczem mięso ich niosą nad jezioro, i mężczyźni ze wsi gotują je w dwunastu kotłach, ustawionych na wybrzeżu. Kobiety mogą uczestniczyć w tem tylko jako widzowie; a gdyśmy się je zapytali, dlaczegoż nie one zajmą się robotą gotowania, która przecież dla nich jest odpowiednią, odpowiedziała jedna, że prorok Eljasz kobiet nie lubi, podczas gdy druga objaśniła krótko: Nam ńe połagàjetśa („Nam to nie uchodzi”). Gdy mięso się ugotowało, zaniesiono je w kotłach do kaplicy przed święte obrazy i tu okadzano kadzidłem, zapalonem od węgli, użytych do gotowania nad jeziorem; podczas kadzenia dzieci odśpiewały pobożne pieśni. Następnie mięso rozprzedano w kaplicy na rzecz kościoła, a sprzedane zabrano do domów i tam spożyto...
W następstwie dowiedziałem się, iż w innych miejscowościach ołonieckiej gubernji ofiarowują nawet byka prorokowi Eljaszowi w dniu jego święta; przyczem po poświęceniu mięsa przez duchownego odbywa się na pobliskiej łące prawdziwa uczta ofiarna, połączona z pijatyką. — Cóż za znaczenie ma prorok Eljasz, któremu okazują tak wielką cześć? — Jak już w pismach starego testamentu rządzi on ogniem oraz wodą i w płomiennym wozie jedzie do nieba, tak też bez wątpienia jest dziś jeszcze u całego włościaństwa Rosji prawdziwym, rzeczywistym bogiem gromu i błyskawicy oraz dżdżu. Już w dzieci wpaja się w gubernji ołonieckiej największą cześć dla tego świętego [...]. I dla rolników ma ów prorok znaczenie, bowiem dzień świętego Eljasza jest według poglądów ludu granicą między latem a jesienią, zaś zarazem — początkiem żniw. Nie może też podlegać wątpliwości, że ów prorok Eljasz zajął ongi miejsce dawniejszego odeń pogańskiego boga...